# Solotonoscha
Solotonoscha (ukrainisch und russisch Золотоноша) ist eine Stadt im Zentrum der Ukraine mit etwa 30.000 Einwohnern.

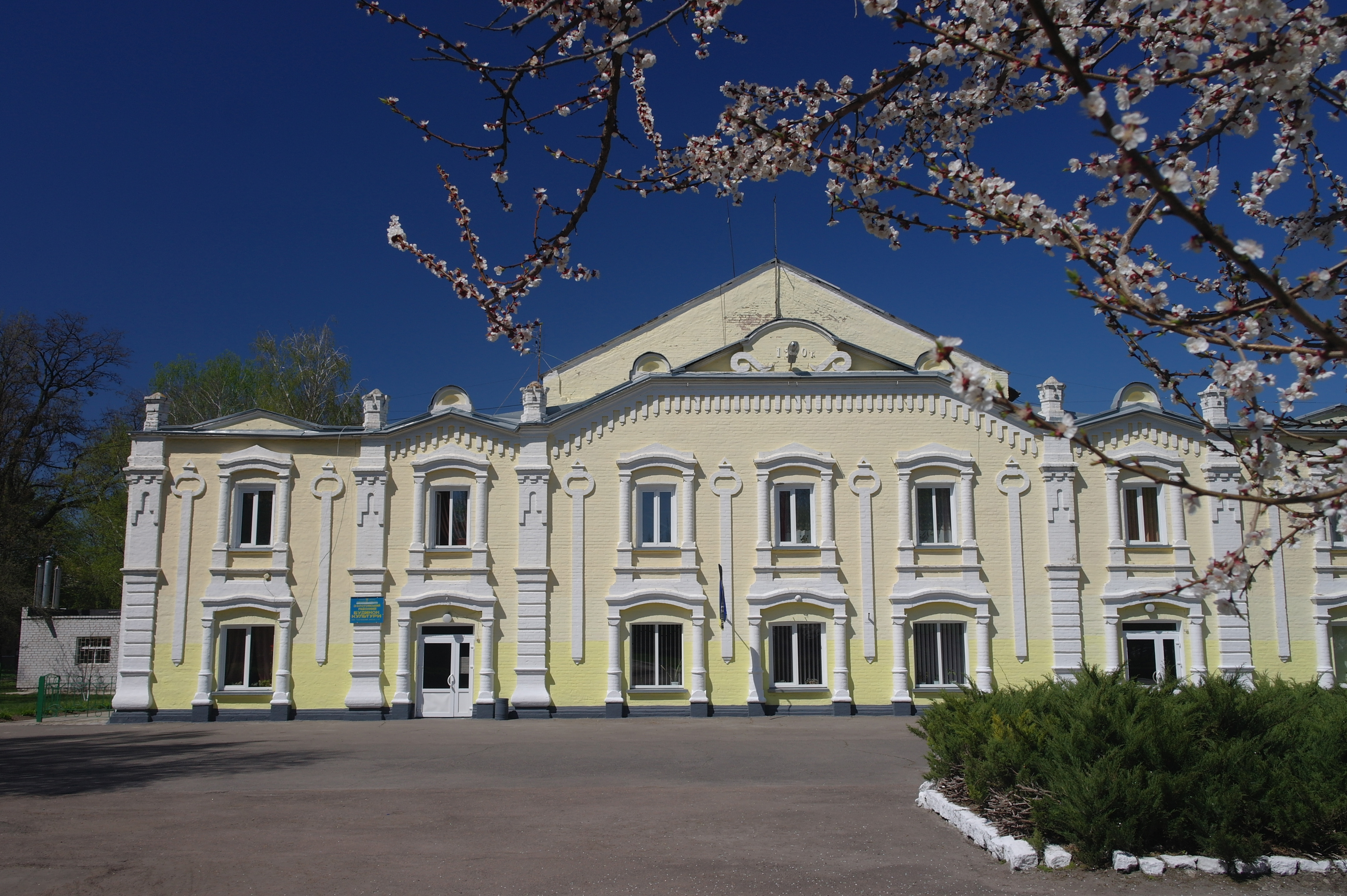
Theater in Solotonoscha

## Geografische Lage
Solotonoscha liegt im Nordosten der Oblast Tscherkassy auf einer Höhe von 199 m am Ufer der Solotonoschka, einem 92 km langen, linken Nebenfluss des Dnepr und ist das administrative Zentrum des gleichnamigen Rajons, war jedoch selbst bis Juli 2020 kein Teil von ihm.
Durch die Stadt verläuft die Fernstraße N 08 von Boryspil nach Saporischschja und hier beginnt die N 16, die über das 30 Kilometer südlich liegende Oblastzentrum Tscherkassy nach Uman führt.

## Geschichte
Erste schriftliche Erwähnung fand die Stadt 1576. Seit 1635 galt in Solotonoscha Magdeburger Recht.
Nach 1654 fiel der Ort zusammen mit der linksufrigen Ukraine an Russland.
Im Zuge des Russischen Bürgerkriegs wurde Solotonoscha 1920 sowjetisch und gehörte bis 1991 zur Ukrainischen Sowjetrepublik. Seit 1991 ist sie Teil der unabhängigen Ukraine, am 21. November 1992 wurde die Stadt unter Oblastverwaltung gestellt, seit Juli 2020 ist sie wieder ein Teil des gleichnamigen Rajons.

## Verwaltungsgliederung
Am 12. Juni 2020 wurde die Stadt zum Zentrum der neugegründeten Stadtgemeinde Solotonoscha (ukrainisch Золотоніська міська громада/Solotoniska miska hromada), zu dieser zählen auch die 11 in der untenstehenden Tabelle aufgelisteten Dörfer sowie die Ansiedlungen Hryschkiwka, Jarky und Snihuriwka, bis dahin bildete sie zusammen mit dem Dorf Shar und den Ansiedlungen Hryschkiwka und Jarky die gleichnamige Stadtratsgemeinde Solotonoscha (Золотоніська міська рада/Solotoniska miska rada) unter Oblastverwaltung im Zentrum des ihn umgebenden Rajons Solotonoscha.
Am 17. Juli 2020 kam es im Zuge einer großen Rajonsreform zum Anschluss des Rajonsgebietes an den Rajon Solotonoscha.
Folgende Orte sind neben dem Hauptort Solotonoscha Teil der Gemeinde:
| Name                               | Name                  | Name                                  |
| ukrainisch transkribiert           | ukrainisch            | russisch                              |
| ---------------------------------- | --------------------- | ------------------------------------- |
| Blahodatne (bis 2016 Tschapajewka) | Благодатне (Чапаєвка) | Благодатное (Blagodatnoje)/Чапаевка   |
| Denhy                              | Деньги                | Деньги (Dengi)                        |
| Chwyljowo-Sorotschyn               | Хвильово-Сорочин      | Хвылево-Сорочин (Chwylewo-Sorotschin) |
| Hryschkiwka                        | Гришківка             | Гришковка (Grischkowka)               |
| Jarky                              | Ярки                  | Ярки (Jarki)                          |
| Kedyna Hora                        | Кедина Гора           | Кедина Гора (Kedina Gora)             |
| Komariwka                          | Комарівка             | Комаровка (Komarowka)                 |
| Korobiwka                          | Коробівка             | Коробовка (Korobowka)                 |
| Kropywna                           | Кропивна              | Крапивна (Krapiwna)                   |
| Krupske                            | Крупське              | Крупское (Krupskoje)                  |
| Malijiwka                          | Маліївка              | Малиевка (Malijewka)                  |
| Schtscherbyniwka                   | Щербинівка            | Щербиновка (Schtscherbinowka)         |
| Shar                               | Згар                  | Згар (Sgar)                           |
| Snihuriwka                         | Снігурівка            | Снегуровка (Snegurowka)               |

## Söhne und Töchter der Stadt
- Simon Todorski (1701–1754), ukrainischer Theologe, Philologe und Übersetzer sowie Erzbischof der Russisch-orthodoxen Kirche
- Alexei Nikolajewitsch Bach (1857–1946), sowjetischer Revolutionär und Chemiker
- Wassyl Ljaskoronskyj (1860–1928), ukrainisch-sowjetischer Historiker, Archäologe, Numismatiker, Ethnograph und Schriftsteller
- Ber Borochov (1881–1917), Vorkämpfer der sozialistisch-zionistischen Bewegung; jiddischer Sprachwissenschaftler
- Isaak Efremowitsch Boleslawski (1919–1977), sowjetischer Schachgroßmeister und Schachtheoretiker